# Euriptèrides
Els euriptèrides (Eurypterida, gr. euri, 'ample' i pteron, 'ala') són un grup extingit de quelicerats emparentats amb els aràcnids, que inclou els artròpodes més grossos que han existit. Depredaven els primers peixos. Els més grans, com Jaekelopterus, arribaven a fer mes de 2 metres de longitud, però la majoria d'espècies feien menys de 20 cm.
Es coneixen amb el poc afortunat nom de "escorpins marins" o "al(i)acrans marins", perquè la part posterior del cos recorda a la dels escorpins, puix que tenen un metasoma més estret, però no tenien glàndula verinosa ; els euriptèrides no són escorpins, ni hi són emparentats. Se'n coneixen més de 300 espècies.